# Telítési mutagenezis
A telítési mutagenezis vagy szaturációs mutagenezis a random mutagenezis egy fajtája: a lehető legtöbb mutáció indukciója, majd izolálása a genom jól körülírt részletében vagy egy adott funkcióval kapcsolatban, abból a célból, hogy a régió, illetve a kérdéses funkció minden génjét izolálják. Az irányított evolúció gyakran használt módszere.